# Calospila zeanger
Espèce
Calospila zeanger est un insecte lépidoptère appartenant à la famille  des Riodinidae et au genre Calospila.

## Dénomination
Calospila zeanger a été décrit par Caspar Stoll en 1790 sous le nom de Papilio zeanger.

## Écologie et distribution
Calospila zeanger est présent dans le nord de l'Amérique du Sud, en Guyane, en Guyana,  au Surinam, à Trinité-et-Tobago.

### Biotope
Il réside dans la forêt tropicale.

### Protection
Pas de statut de protection particulier.